# Maria Limanskaya
Mariya Filippovna Limanskaya (en ruso: Мария Филипповна Лиманская; Staraya Poltavka, óblast de Volgogrado, Unión Soviética; 12 de abril de 1924-Zvonarevka, óblast de Sarátov, Rusia; 26 de noviembre de 2024) fue una soldado y centenaria rusa, miembro del Ejército Rojo en servicio durante los tres últimos años de la Segunda Guerra Mundial. Es conocida como la joven mujer rusa que dirigió el tráfico de la Puerta de Brandeburgo en 1945 después de la batalla de Berlín. 
Se convirtió, con el tiempo, en un símbolo de la victoria aliada sobre la Alemania nazi. Suele confundirse con Lydia Spivak, siendo que la gran mayoría de imágenes que abundan en internet pertenecen a Spivak y no a Limanskaya.

## Biografía

### Juventud y carrera militar
Nació el 2 de abril de 1924 bajo el nombre de Maria Limanskaya y cuando cumplió 18 años se unió al Ejército Rojo, más exactamente en 1942, en pleno apogeo de la Segunda Guerra Mundial. En ese momento el Stavka (alto mando soviético) estaba empezando a carecer de personal entrenado para reforzar el frente de Combate Oriental, es por ello que decidieron reclutar mujeres y hombres menores de edad. Cerca de 800 000 mujeres servirían finalmente en el Ejército Rojo durante el transcurso de la guerra. Poco se conoce de la carrera militar de Limanskaya excepto por algunas anécdotas en las que casi es asesinada, como por ejemplo cuando abandonó un edificio segundos antes de que fuera bombardeado o cuando contrajo malaria. Durante la guerra, Limanskaya reguló el movimiento de tropas a través del Don bajo fuego enemigo, participó en la batalla de Stalingrado y en la liberación de Bielorrusia y Polonia.

### Puerta de Brandeburgo e icono de la victoria

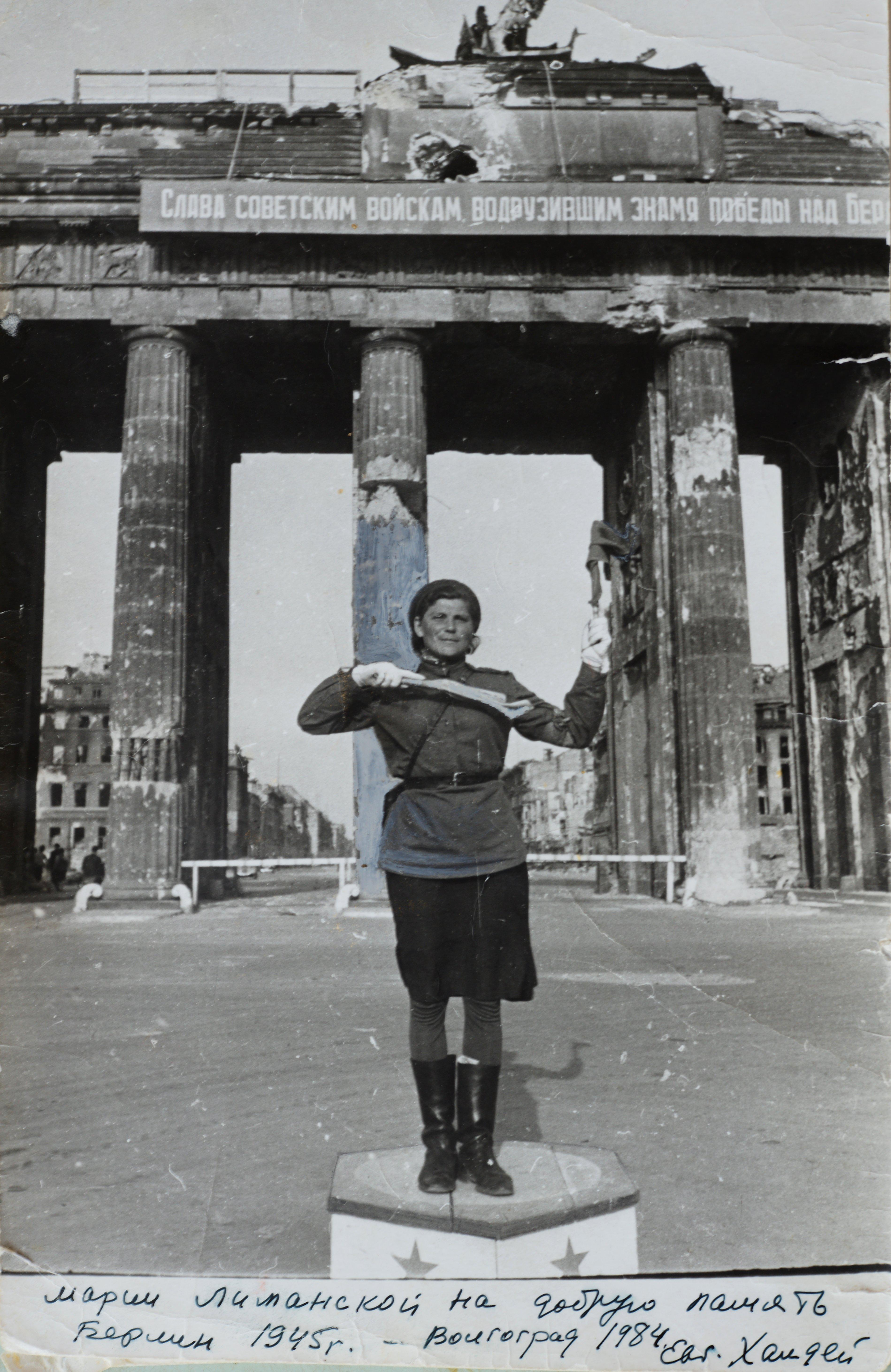
La famosa fotografía de Limanskaya tomada por Yevgueni Khaldei, con su inscripción de 1984.

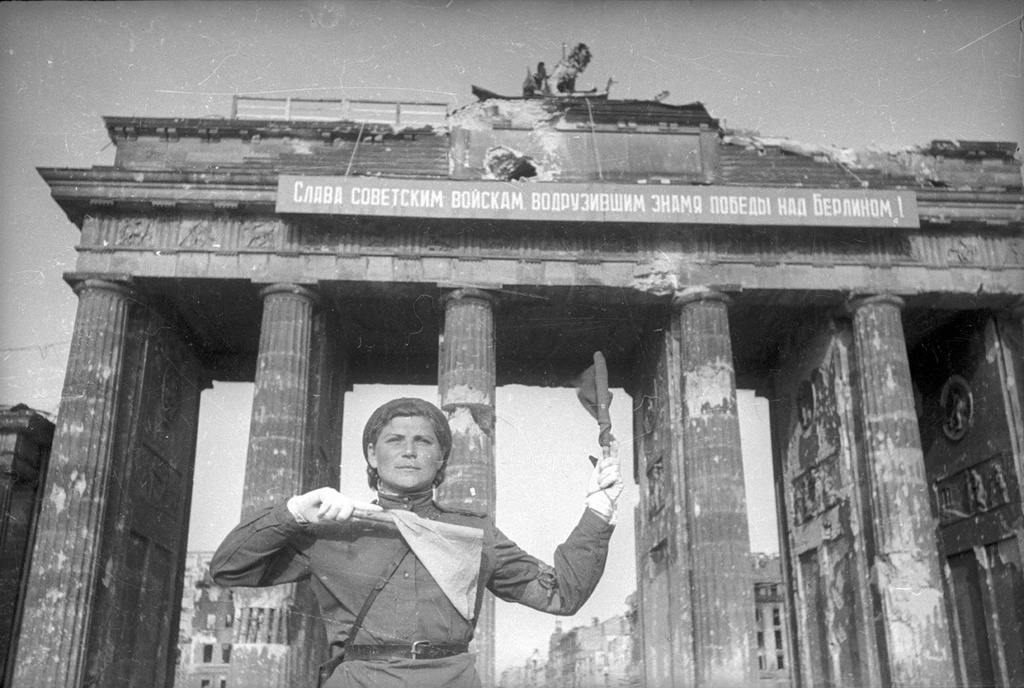
Un ángulo diferente de la fotografía de Khaldei.

Después de que la batalla de Berlín finalizara a principios de mayo de 1945, Limanskaya fue asignada para dirigir tráfico en la Puerta de Brandeburgo durante la conferencia de Potsdam a finales de julio. Mientras hacía su tarea rutinaria, fue fotografiada, filmada, y también entrevistada por Evguéni Jaldéi, un periodista de la Tyelyegrafnoye Agyentstvo Sovyetskogo Soyuza ("Agencia de Telégrafos de la Unión Soviética"; TASS), una agencia noticiosa estatal.
Su foto fue ampliamente publicada en diarios y revistas de todo el mundo y rápidamente se volvió una imagen icónica de la victoria sobre la Alemania nazi. Ella además tuvo una conversación breve con el líder británico Winston Churchill cuando este pasaba cerca suyo en Potsdam. Más tarde, Limanskaya dijo sobre su reunión con Churchill: "[él] estaba precisamente de la manera en que le imaginé, fumando un cigarro".

### Vida posterior y matrimonio
Después de la guerra, regresó a la vida civil y se casó. El matrimonio no duró y tuvo que sostener a sus dos hijas por sí sola. Después se volvería a casar, pero en este caso con un antiguo compañero, un veterano de nombre Víctor con quien estuvo durante 23 años hasta su muerte.
El 12 de abril de 2024 cumplió 100 años. A partir de 1994 vivió con su hija en la villa de Zvonarevka, en el óblast de Sarátov, donde falleció el 26 de noviembre de 2024. Dejó cinco nietos, tres de los cuales viven en Alemania. Por razones desconocidas se le conoce también como "Anna Pavlova" en televisión, documentales y otros medios.